# Утка под апельсиновым соусом
Утка под апельсиновым соусом (итал. L'anatra all'arancia) — итальянская кинокомедия режиссёра Лучано Сальче с Уго Тоньяцци и Моникой Витти в главных ролях, выпущенная 20 декабря 1975 года.

## Сюжет
Брак Лизы и Ливио Стефани под угрозой: они уже десять лет вместе, дети удачно устроены в бабушкам-дедушкам, муж день и ночь работает на работе, жена делит время между походами по магазинам и посещениями салонов красоты. Конечно, она была вынуждена завести любовника и собралась с ним на край света, о чем сообщила супругу. Он, вынужденный из-за этой новости оторваться от бизнеса, предложил провести уикенд в загородном доме в составе: муж, жена, ее любовник и секретарша мужа, глупое, но очаровательное существо…